# Hana Sachsová
Hana Sachsová (17. září 1907 – 14. dubna 1987) byla česká a československá politička Komunistické strany Československa a poúnorová poslankyně Národního shromáždění ČSSR a Sněmovny lidu Federálního shromáždění.

## Biografie
Ve volbách roku 1964 byla zvolena za KSČ do Národního shromáždění ČSSR za hlavní město Praha. V Národním shromáždění zasedala až do konce volebního období parlamentu v roce 1968.
V 50. a 60. letech publikovala studie o pedagogice a školském systému (například Atheistická výchova v práci školy). K roku 1968 se profesně zmiňuje coby ředitelka SVVŠ z obvodu Vinohrady II. Během pražského jara patřila k reformnímu proudu KSČ. V březnu 1968 reagovala v anketě Rudého práva ohledně odstoupení prezidenta Antonína Novotného následovně: „jsem ráda, že se už konečně vyřeší situace, nastane konsolidace řízení a vše progresivní, co bylo v těchto dnech vysloveno, se může realizovat. Je třeba ovšem konsolidovat i vládu a ÚV strany.“
Po federalizaci Československa usedla roku 1969 do Sněmovny lidu Federálního shromáždění (volební obvod Vinohrady II), kde setrvala do února 1970, kdy rezignovala na poslanecký post.